# Aplatyphylax steelae
Aplatyphylax steelae är en nattsländeart som beskrevs av Douglas E. Kimmins 1950. Aplatyphylax steelae ingår i släktet Aplatyphylax och familjen husmasknattsländor. Inga underarter finns listade i Catalogue of Life.